# هیدتاکا کانازونو
هیدتاکا کانازونو (انگلیسی: Hidetaka Kanazono؛ زادهٔ ۱ سپتامبر ۱۹۸۸) بازیکن فوتبال اهل ژاپن است.
از باشگاه‌هایی که در آن بازی کرده‌است می‌توان به باشگاه فوتبال جوبیلو ایواتا اشاره کرد.